# Inonge Wina
Inonge Wina, née le 2 avril 1941 à Senanga (Province Occidentale, Zambie), est une femme politique zambienne, vice-présidente de la république de Zambie de 2015 à 2021, et la première femme à exercer cette fonction.

## Biographie
Après des études en Zambie, elle prolonge sa scolarité à la Santa Monica High School à Los Angeles, en Californie, et à l'université de Zambie.
Son implication dans la vie publique remonte au début des années 1970, lorsqu'elle travaille bénévolement pour des mouvements féminins. Elle siège à plusieurs conseils d'organisations non gouvernementales et est présidente de l'Association chrétienne des jeunes femmes, où elle joue un rôle clé dans la promotion du programme des droits humains des femmes, ce qui permet au gouvernement zambien de créer une unité de soutien aux victimes . En 1996, elle est élue présidente nationale du Conseil de coordination des ONG de Zambie (NGOCC).
En 2000, elle dirige un mouvement des femmes dans la campagne pour le respect de la Constitution zambienne, lorsque le président Frederick Chiluba tente de prolonger son mandat présidentiel une troisième fois, bien que la constitution limite l'exercice successif à deux quinquennats. Elle a été également directrice d'un certain nombre de conseils d'administration du secteur public, tels que le Conseil des services sociaux de Zambie, l'hôpital universitaire et le Conseil de l'Université de Zambie.
En 2001, elle est élue députée de la circonscription de Nalolo en tant que candidate du Parti unifié pour le développement national. Elle n'est pas réélue en 2006 (mais conteste la validité du scrutin dans sa circonscription),.
Lors des élections générales de 2011, elle se porte à nouveau candidate dans la circonscription de Nalolo, cette fois sous les couleurs du Front patriotique, et l'emporte. Elle fait ensuite partie du gouvernement de 18 membres par le président Michael Sata : elle y est nommée ministre des Chefs et des Affaires traditionnelles. Le 8 mars 2014, lors de la commémoration de la Journée internationale de la femme, Michael Sata crée un ministère complet pour les femmes et la parité, et la nomme à ce poste de ministre du Genre (Nkandu Luo lui succédant à la tête de son précédent ministère). À la mort soudaine de ce même Michael Sata, elle joue un rôle important au sein du Front patriotique afin de garder unifié ce mouvement.
Le 26 janvier 2015, le président nouvellement élu, Edgar Lungu, la nomme vice-présidente de la Zambie, devenant la première femme vice-présidente, remplacée là encore par Nkandu Luo comme ministre du Genre et de la Parité,,.